# Besszádoki Nemzeti Park

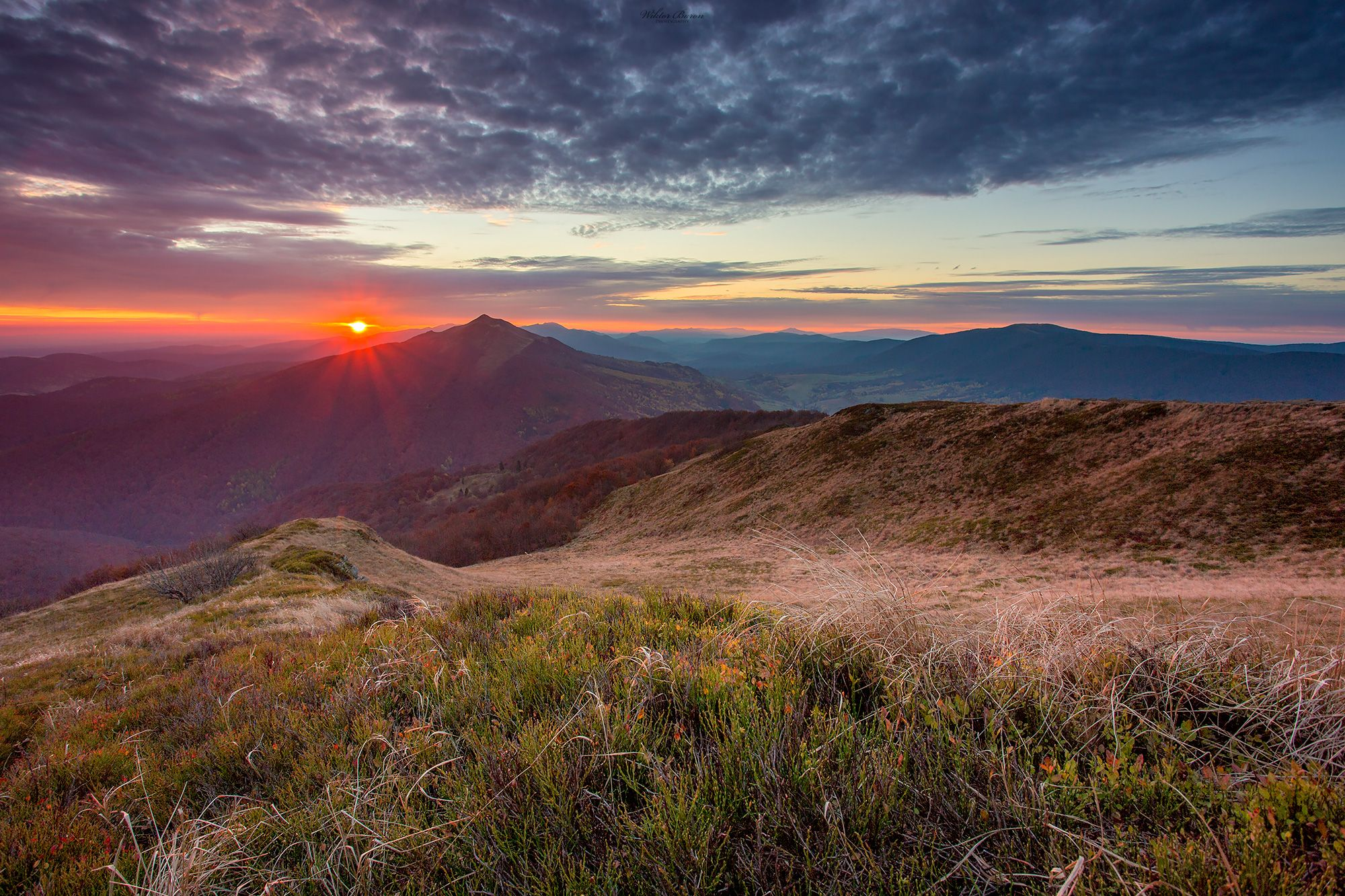
Besszádoki Nemzeti Park, panoráma. Fot. Wiktor Baron / baronphotography.eu

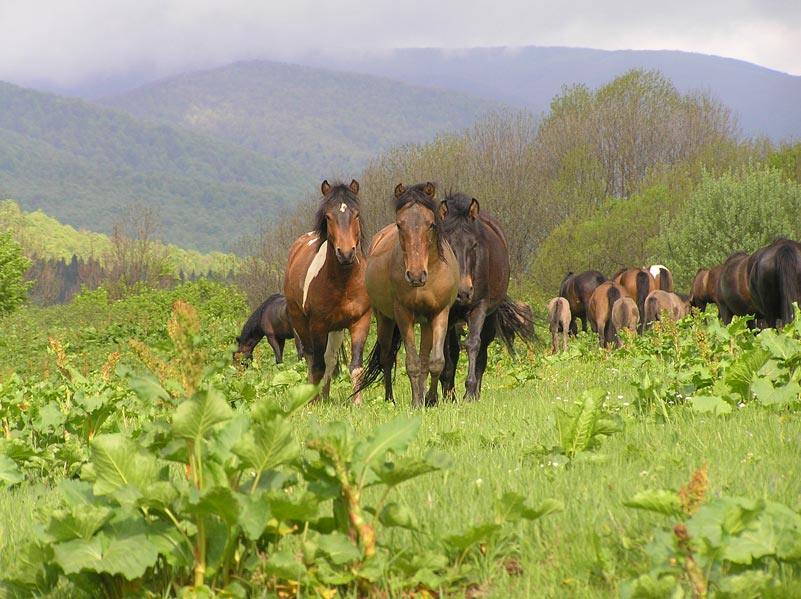
Hucul ló, Besszádoki Nemzeti Park

A Besszádoki Nemzeti Park (lengyelül: Bieszczadzki Park Narodowy) a harmadik legnagyobb nemzeti park Lengyelországban.
A park a Kárpátaljai vajdaságban található az ország délkeleti részén; határos Szlovákiával és Ukrajnával. 
A nemzeti parkot 1973-ban hozták létre. Abban az időben területe 55,55 km² volt, ám az idők során négy alkalommal is bővítették. A legutóbbi bővítések 1996-ban és 1999-ben történtek, amikor is előbb Bukowiec, Beniowa és Caryńskie települések területét csatolták a parkhoz, majd Dźwiniacz, Tarnawa és Sokoliki települések területét is hozzácsatolták.
A park területe jelenleg 292,02 km², amelynek nagyobbik része a Besszádok magasabb részeit foglalja magában. 1992-ben a park és a környező területek az UNESCO által kijelölt Keleti-Kárpátok Bioszféra Rezervátum részévé váltak, melynek területe 2132,11 km² 
és Szlovákiából, valamint 1998 óta Ukrajnából is tartoznak hozzá védett területek. 
A nemzeti park mintegy 80%-át erdők borítják. Az erdők legtöbb esetben természetes eredetűek és több helyen érintatlenül maradtak ránk. A park legmagasabb pontja a Tarnica, amely 1346 méterrel magasodik a tengerszint fölé. 
A park területe gyéren lakott vidék, ezért a park állatait semmi sem zavarhatja meg. A parkban medvék, vadmacskák, szarvasok, hiúzok, farkasok és hódok élnek, de számos madárfaj is megtalálható, mint például sasok és baglyok, valamint itt található Lengyelország legnagyobb erdei sikló állománya is. 

## Fordítás
- Ez a szócikk részben vagy egészben  a   Bieszczady National Park című angol Wikipédia-szócikk ezen változatának fordításán alapul.  Az eredeti cikk szerkesztőit annak laptörténete sorolja fel. Ez a jelzés csupán a megfogalmazás eredetét és a szerzői jogokat jelzi, nem szolgál a cikkben szereplő információk forrásmegjelöléseként.